# Yeti - La leggenda continua
Yeti - La leggenda continua (Boggy Creek II: And the Legend Continues) è un film del 1985, scritto e diretto da Charles B. Pierce.
Come il titolo originale suggerisce, è il seguito del film di culto del 1972 The Legend of Boggy Creek, realizzato sempre dallo stesso regista. Tuttavia, sebbene sembri essere il primo sequel (per via del "II"), in realtà è il secondo sul mostro di Fouke (infatti già nel 1977 c'era stato Return to Boggy Creek, girato da Tom Moore). Dopo di esso seguirono altri due lungometraggi direct-to-video; Boggy Creek: The Legend Is True (2010) e The Legacy of Boggy Creek (2011). La "Big Creature" venne interpretata dallo stuntman e bodyguard di Hollywood James Faubus Griffith.
Yeti - La leggenda continua venne ampiamente stroncato dalla critica e pubblico, tanto da essere il soggetto del sesto episodio della decima stagione della serie televisiva Mystery Science Theater 3000, nella quale vengono presi in giro i film di serie B.

## Trama
Il dottor Brant Lockhart (Charles B. Pierce) è professore di antropologia all'Università dell'Arkansas. Riceve una chiamata da uno sceriffo, che riferisce di aver avvistato una creatura simile a Bigfoot (James Faubus Griffith) in una remota città nell'Arkansas sud-occidentale. Lockhart recluta come aiuti due suoi studenti, Tim (Chuck Pierce, Jr.) e Tanya (Serene Hedin), nonché l'amica di questi Leslie.
Il gruppo si dirige in una zona vicino a Boggy Creek, nei pressi della città di Fouke, allestendo un campo nel bosco con un rimorchio a comparsa per camper e fissando il loro perimetro con un sistema SONAR. Lockhart inizia a indagare sul recente avvistamento e sente delle storie centrate attorno alla creatura, presentate in flashback.
Queste sono:
- Un allevatore locale che, durante il pranzo, ha misteriosamente perso la sua mandria di bovini e ha visto la creatura andare via.
- Un uomo del posto che ha incontrato la creatura mentre stava riparando una gomma a terra dal suo veicolo.
- Un avvocato che si trovava in una dépendance attaccato dalla creatura, sporcandosi i pantaloni durante l'incontro.
- Lo sceriffo del luogo che ha incontrato la creatura dietro casa sua dopo una battuta di pesca. La creatura e il suo piccolo scapparono con la cattura dello sceriffo.

Mentre parla con la gente del posto, Lockhart incontra resistenza e incredulità dalla maggior parte di essi. Di quelli disposti a parlare con lui, molti gli consigliano di andare a parlare con l'anziano Crenshaw (Jimmy Clem) che vive in una baracca lungo la riva del fiume. Lockhart noleggia una barca e parte per incontrare Crenshaw. Questi è un uomo sessagenario, che si adatta alla nozione stereotipata di un uomo di montagna, che vive da solo nella sua proprietà. Sebbene è accogliente con Lockhart e il suo entourage, sembra non voler parlare troppo della creatura o del perché stia mantenendo una serie di falò attorno alla sua terra. Una forte tempesta rende pericolosa la discesa lungo il fiume, costringendo Lockhart e gli studenti a passare la notte nella casetta di Crenshaw.
Credendo Lockhart un medico, il vecchio gli chiede aiuto per curare di un animale che ha catturato. Con stupore di Lockhart, questa è proprio la creatura figlia. Lockhart capisce allora che la creatura adulta è diventata recentemente più ostile nell'area a causa della cattura del suo bambino, che ora è in punto di morte. Lockhart restituisce l'adolescente all'adulto quando attacca la casa di notte, abbattendo la porta d'ingresso. Con il suo piccolo tra le braccia, lascia la cabina senza ulteriori incidenti. La mattina seguente, Crenshaw concorda con l'idea di Lockhart che le creature dovrebbero essere lasciate sole. Lockhart decide di non raccontare agli altri le sue esperienze mentre si trovava nella zona di Boggy Creek e ritorna lungo il fiume con i suoi studenti.